# Muhammad Yusuf
Ustaz Muhammed Yusuf, (født 1970 i Girgir, Yobe, død 30. juli 2009 i Maiduguri, Borno), var en nigeriansk prædikant og islamistisk leder for gruppen Boko Haram fra 2002 og til sin død.

## Liv og karriere
Yusuf tilhørte landets overklasse og tog som ung en vesterlandsk universitetseksamen og talte udmærket engelsk.
Men senere forkastede han al vesterlandsk uddannelse og videnskab. Med henvisning til Koranen fornægtede han evolutionslæren og påstod at jorden er flad.
Det påstås at Yusuf havde fået sin religiøse skoling i Iran.
2002 grundlagde han en navnløs gruppering som af omgivelserne blev kaldt Boko Haram ("Vesterlandsk uddannelse er synd"), Al-Sunna wal Jamma ("Efterfølgere af Muhammeds lære") eller "talibanerne". Yusuf siges at have haft fire hustruer.
Mohammed Yusuf opbyggede efterhånden et hovedkvarter i Maiduguri hvor han havde dusinvis af køretøjer, blandt andet en terrængående Mercedes som han blev kørt rundt i. Derimod formanede han sine tilhængere til at afstå fra deres ejendele.
Boko Haram angreb i juli 2009 politistationer og offentlige bygninger i flere byer i de fire nordlige delstater Borno, Bauchi, Kano og Yobe. Nigerianske sikkerhedsstyrker indledte den 28. juli et angreb mod gruppens hovedkvarter. Det lykkedes først Muhammed Yusuf at flygte med 300 tilhængere, men blev den 30. juli pågrebet i gedefolden på en gård i Kernawa ejet af hans svigerforældre. Senere om aftenen kom rapporter om at han var død i politiets varetægt. Menneskerettighedsorganisationen Human Rights Watch påtalte det og krævede en udredning af omstændighederne omkring Yusufs død.

## Eksterne kilder og henvisninger
- Al Jazeera (9 February 2010), Video shows Nigeria 'executions'
- Duodu, Cameron (6 August 2009), Mohammed Yusuf's final days, The Guardian
- Human Rights Watch (2012), Spiraling Violence: Boko Haram Attacks and Security Force Abuses in Nigeria
- Murtada, Ahmad (2013), Boko Haram: Its Beginnings, Principles and Activities in Nigeria, Islamic Studies Department, University of Bayero, Kano, Nigeria

1. ↑  Navnet er anført på engelsk og stammer fra Wikidata hvor navnet endnu ikke findes på dansk.